# David Martin (skotsk politiker)
 For alternative betydninger, se David Martin. (Se også artikler, som begynder med David Martin)
David Martin (født 26. august 1954) er siden 1984 britisk medlem af Europa-Parlamentet, valgt for Labour Party (indgår i parlamentsgruppen S&D).